# Louis van Gaal
Aloysius Paulus Maria van Gaal, detto Louis (IPA: [luˈʋi vɑŋ ˈɣaːl], ; Amsterdam, 8 agosto 1951), è un dirigente sportivo, allenatore di calcio ed ex calciatore olandese, di ruolo difensore, consulente del consiglio d’amministrazione dell'Ajax.
Da allenatore ha vinto sette campionati, quattro Coppe e quattro Supercoppe nazionali, una Coppa UEFA (1992), una UEFA Champions League (1995), due Supercoppe UEFA (1995 e 1997) e una Coppa Intercontinentale (1995).

## Biografia
Louis van Gaal è cresciuto in una famiglia cattolica nella zona est di Amsterdam e ha frequentato il liceo Sint-Nicolaas di Amsterdam, diretto dai Padri del Sacro Cuore.
Van Gaal ha la qualifica di insegnante di ginnastica, e ha lavorato presso scuole superiori durante la carriera di calciatore semiprofessionista.
Il 3 aprile 2022 dichiara di essere affetto da una forma aggressiva di cancro alla prostata e di essersi già sottoposto a 25 sedute di radioterapia, anche di notte durante i ritiri della nazionale.

## Caratteristiche tecniche
In un'intervista concessa al sito ufficiale della FIFA del gennaio 2008 l'allenatore olandese ha parlato del cosiddetto "modulo van Gaal", che contraddistingue la tattica delle squadre da lui guidate.
A differenza però di uno schema classico, il quale, dipendendo dai giocatori a disposizione, non è sempre adattabile, il suo modulo è considerabile più come una "filosofia"; l'allenatore deve quindi dimostrarsi flessibile nell'effettuare le scelte (e lo stesso van Gaal nell'arco degli anni ha applicato diversi schemi, il 3-3-1-3 con l'Ajax, il 2-3-2-3 al Barcellona, 4-4-2 con l'AZ Alkmaar ed il 4-2-3-1 col Bayern Monaco).
Van Gaal ritiene che l'assetto mentale della squadra sia fondamentale, affermando che esso dipende dal rapporto tra giocatori ed allenatore; quest'ultimo deve porsi nei confronti dei primi come un "punto focale", mantenendo, al pari dei suoi calciatori, una "mentalità aperta", al fine di ottenere un risultato comune mediante il lavoro collettivo. La sua concezione calcistica si basa inoltre sulla preparazione tattica: ogni calciatore deve sapere quale posizione occupare sul rettangolo di gioco, come aiutare i propri compagni e come battere l'avversario. Tutto ciò richiede disciplina.

## Carriera

### Giocatore
Van Gaal ebbe una discreta carriera da difensore con le maglie di Ajax, Anversa, Stormvogels Telstar, Sparta Rotterdam e AZ Alkmaar.

### Allenatore

#### Gli esordi con l'AZ e i successi con l'Ajax (1988-1997)
Nel 1986-1987 oltre a essere giocatore è anche vice-allenatore dell'AZ.
Il 1º gennaio 1988 diventa allenatore dell'Ajax A-1, rimane fino al 20 novembre 1988 quando diventa vice di Leo Beenhakker. Dopo l'addio di questi il 28 settembre 1991, diviene l'allenatore dei Lancieri. Sotto la sua guida, l'Ajax ottiene numerosi successi nazionali e internazionali: 3 Eredivisie, una KNVB beker, 3 Supercoppe d'Olanda, una Coppa UEFA, una Champions League, una Supercoppa Europea e una Coppa Intercontinentale. A livello europeo porta nuovamente l'Ajax in finale nel 1995-1996, ma i Lancieri vengono sconfitti dalla Juventus ai rigori. Abbandona il club il 30 giugno 1997.
Durante i suoi sei anni, oltre ad ottenere risultati eccezionali sia in patria che all'estero, è riuscito a valorizzare molti giovani usciti dal settore giovanile che, successivamente, hanno fatto carriera nei principali club europei, come Edwin van der Sar, Ronald de Boer, Frank de Boer, Edgar Davids, Clarence Seedorf, Marc Overmars e Patrick Kluivert.

#### L'esperienza con il Barcellona (1997-2000)
Il 1º luglio 1997 si trasferisce in Spagna, al Barcellona in sostituzione di Bobby Robson che diventa dirigente del club. Sembrava però che Robson dovesse restare il tecnico dei blaugrana e che van Gaal dovesse diventare il responsabile del settore giovanile dei catalani, cosa che poi non si è verificata. Inoltre nel suo staff volle fortemente José Mourinho come suo assistente, che la dirigenza catalana voleva mandare via e che van Gaal ha voluto con sé perché colpito dal fatto che Robson si era arrabbiato così tanto alla notizia del licenziamento del portoghese.
Nonostante un difficile rapporto con la dirigenza catalana nelle prime due stagioni vince due volte la Liga, la Coppa del Re e di nuovo la Supercoppa Europea contro il Borussia Dortmund. Nell'estate 1999 la società vorrebbe puntare alla vittoria in Europa dopo le premature eliminazioni al primo turno nelle ultime due edizioni, ma il 20 maggio 2000 van Gaal non viene confermato dopo aver fallito gli obiettivi stagionali: campionato (giunto 2º), Coppa dei Campioni, Coppa del Re (semifinalista in entrambi i tornei) e Supercoppa di Spagna (persa contro il Valencia).

#### L'approdo sulla panchina della Nazionale olandese (2000-2002) e il breve ritorno in Spagna (2002-2003)
Il 7 luglio 2000 diventa ct della Nazionale olandese in vista del campionato mondiale di calcio 2002. Il tentativo dei Paesi Bassi fallisce e van Gaal viene rimpiazzato da Dick Advocaat il 30 novembre 2001. Il 1º luglio 2002 torna al Barça, venendo esonerato il 28 gennaio 2003, a causa degli scarsi risultati ottenuti.

#### La vittoria con l'AZ (2005-2009)
Dopo la seconda breve esperienza in terra catalana, van Gaal il 9 ottobre 2003 torna all'Ajax come Direttore Tecnico, in sostituzione di Leo Beenhakker, ma si dimette il 20 ottobre 2004; infine, il 1º luglio 2005, rimpiazza Co Adriaanse sulla panchina dell'AZ di Alkmaar che, sotto la sua guida vince la Eredivisie 2008-2009 il secondo della storia a 28 anni di distanza dal primo. Lascia il club il 30 giugno 2009.

#### La panchina del Bayern Monaco (2009-2011)
Il 1º luglio 2009 è l'allenatore del Bayern Monaco, club con cui ha firmato un pre-contratto e che ha pagato 2 milioni e mezzo di euro per la rescissione del contratto del tecnico olandese con la squadra di Alkmaar. L'8 maggio 2010 il Bayern Monaco si aggiudica la Bundesliga 2009-2010 e il 16 maggio concede il bis vincendo la Coppa di Germania battendo il Werder Brema per 4-0. Il 22 maggio 2010, perde la finale di Coppa dei Campioni contro l'Inter per 2-0. È comunque il primo olandese a riuscire ad aggiudicarsi la Bundesliga e la Coppa di Germania. Il 7 marzo 2011 il Bayern annuncia il divorzio a fine stagione dal tecnico olandese per gli scarsi risultati ottenuti. Il mese successivo la dirigenza del club bavarese decide di affrettare i tempi e il 10 aprile annuncia l'esonero del tecnico dopo il deludente pareggio per 1-1 contro il Norimberga. A sostituirlo fino a giugno è stato il suo vice Andries Jonker.

#### Nuovamente CT degliOranje(2012-2014)
Il 1º agosto 2012, dopo 10 anni, fa ufficialmente ritorno come CT, ai Paesi Bassi, scegliendo come suo vice Danny Blind e come assistente tecnico Patrick Kluivert.
Qualificatosi per il Mondiale brasiliano, alcuni mesi prima della manifestazione iridata van Gaal rende noto che dopo il Mondiale 2014 verrà sostituito da Guus Hiddink.
Nel Mondiale i Paesi Bassi esordiscono con una vittoria per 5-1 sui campioni in carica della Spagna, qualificandosi poi come prima di gruppo per gli ottavi di finale, dove sconfigge il Messico.
Ma il capolavoro tattico di Van Gaal arriva durante il quarto di finale tra Paesi Bassi e Costa Rica. Dopo un pareggio a reti inviolate dopo i tempi regolamentari e i supplementari, il tecnico olandese sostituisce al 120' il portiere titolare Cillessen con Krul, che nella serie di tiri dal dischetto para due rigori, portando così i Paesi Bassi in semifinale.
Avviene diversamente nella semifinale, in cui gli Oranje perdono ai tiri di rigore contro l'Argentina, dopo che i tempi regolamentari si erano conclusi nuovamente 0-0.
Nella finale per il 3º/4º posto riesce a imporsi per 3-0 ai danni del Brasile.

#### Manchester United (2014-2016)
Il 19 maggio 2014 firma un contratto triennale con il Manchester United; tuttavia comincia ad allenare la squadra inglese una volta terminato l'impegno al campionato mondiale del 2014 con la nazionale olandese. Il 16 agosto 2014 fa il suo esordio sulla panchina dei Red Devils, perdendo per 1-2 ad Old Trafford contro lo Swansea City. Conclude la stagione senza vincere alcun trofeo, ma guida la squadra al 4º posto finale in campionato, valido per la qualificazione ai preliminari di Champions League.
Nella stagione 2015-2016 si qualifica alla fase a gironi della Champions League, battendo i belgi del Club Brugge ai preliminari, ma giunge terzo in un gruppo composto da Wolfsburg, PSV Eindhoven e CSKA Mosca, "retrocedendo" quindi in Europa League; qui viene eliminato dai rivali del Liverpool agli ottavi di finale. In Premier League il Manchester United chiude invece al 5º posto in classifica, fallendo la qualificazione alla Champions League. Il 21 maggio 2016 porta la squadra alla conquista della 12ª FA Cup della sua storia, la prima dal 2004, battendo in finale il Crystal Palace per 2-1; grazie a questa vittoria diventa uno dei due soli allenatori, insieme al portoghese José Mourinho, ad aver vinto quattro coppe nazionali in altrettanti paesi. Ciononostante, alla fine della stagione è esonerato e sostituito proprio da Mourinho.

#### Ritiro (2019) e breve ritorno al Telstar (2021)
L'11 marzo 2019, a quasi tre anni di distanza dall'ultima esperienza da allenatore, annuncia il suo ritiro dal mondo del calcio, per stare più vicino alla famiglia.
Nel giugno del 2021 viene annunciato il suo ritorno al Telstar del suo ex assistente Andries Jonker per una sola partita di Eerste Divisie, ovvero Telstar-Jong AZ del 24 settembre, terminata poi 1-0 per i padroni di casa. L'iniziativa viene accompagnata da una lotteria lanciata dal club, con l'obiettivo di migliorare le strutture dello stadio e sostenere due fondazioni benefiche; tra i premi c’è un posto da assistente dello stesso allenatore olandese.

#### Commissario tecnico dell’Olanda per la terza volta (2021-2022)
Il 4 agosto 2021 ritorna alla guida della nazionale olandese al posto del dimissionario Frank de Boer. Esordisce il 1º settembre nel pareggio per 1-1 contro la Norvegia, mentre tre giorni più tardi arriva la prima vittoria per 4-0 contro il Montenegro nelle gare valide per le qualificazioni ai Mondiali del 2022. Con 5 vittorie e 2 pareggi porta l’Olanda ai Mondiali grazie alla vittoria decisiva con la Norvegia all’ultimo turno (2-0) staccando di due punti la Turchia. Il 17 dicembre annuncia che lascerà la guida dei Oranje dopo il Mondiale in Qatar. Nella Nations League ottiene alla prima giornata una vittoria per 4-1 ai danni del Belgio, si qualifica alla fase finale arrivando primo nel proprio girone dopo aver totalizzato 5 vittorie e 1 pareggio. Al Mondiale qatariota supera il proprio girone al primo posto e nella fase successiva supera gli ottavi di finale battendo 3-1 gli Stati Uniti, ma viene eliminato ai quarti per mano dell’Argentina ai calci di rigore, come già successo nel 2014. Il giorno seguente alla sconfitta firma le sue dimissioni, chiudendo il suo ciclo con gli Oranje con 14 vittorie, 5 pareggi e 1 sconfitta. Con 8 vittorie e 4 pareggi risulta essere l’unico commissario tecnico a non aver perso una partita ai Mondiali (esclusi i calci di rigore) battendo il record di Vittorio Pozzo.

### Dirigente
Il 16 novembre 2011 l'Ajax ha confermato che a partire dal 1º luglio 2012, scaduto il contratto con il Bayern Monaco, van Gaal avrebbe dovuto svolgere il ruolo di Direttore Generale del club capitolino ritrovandosi a lavorare con Johan Cruijff, il quale lo definì nel 2009 un malato di Alzheimer per dei fatti accaduti verso la fine del 1989. Benché Cruijff non volesse Van Gaal dirigente, il presidente Steven ten Have insistette, al punto che l'ex numero 14 commentò così: "Qui sono diventati matti".
Proprio Cruijff si è lamentato di non essere stato informato da parte del consiglio direttivo dell'ingaggio di van Gaal, Martin Sturkenboom e Danny Blind come nuovi dirigenti. Il 28 novembre Cruijff insieme agli allenatori del vivaio Wim Jonk, Dennis Bergkamp, Bryan Roy, Ronald de Boer, John Bosman, Jaap Stam, Marc Overmars, Michel Kreek, Orlando Trustfull e Dean Gorre ha annunciato che avrebbe adito le vie legali ritenendo che gli ingaggi dei tre nuovi dirigenti violino la politica a livello tecnico adottata dal club. Il giorno dopo Rob Been, presidente del consiglio direttivo, a nome del consiglio di amministrazione ha chiesto a Cruijff di lasciare il club. Una giunta elettorale provvisoria ha guidato il club fino al 12 dicembre quando è stato eletto il nuovo consiglio al posto dei cinque attuali membri del board, invitati a lasciare la società. Il 7 febbraio 2012 è stata pronunciata la sentenza secondo la quale la nomina di van Gaal a direttore generale dei lancieri sarebbe stata irregolare, e così il 10 febbraio l'intero board (quattro consiglieri più Cruijff, che resta come consulente) si è dimesso insieme a Martin Sturkenboom e Danny Blind.
Il 3 ottobre 2023 viene nominato consulente del consiglio d’amministrazione dell’Ajax.

## Statistiche

### Statistiche da allenatore

#### Club
In grassetto le competizioni vinte.
| Stagione                 | Squadra                  | Campionato               | Campionato | Campionato | Campionato | Campionato | Coppe nazionali | Coppe nazionali | Coppe nazionali | Coppe nazionali | Coppe nazionali | Coppe continentali | Coppe continentali | Coppe continentali | Coppe continentali | Coppe continentali | Altre coppe | Altre coppe | Altre coppe | Altre coppe | Altre coppe | Totale | Totale | Totale | Totale | % Vittorie | Piazzamento |
| Stagione                 | Squadra                  | Comp                     | G          | V          | N          | P          | Comp            | G               | V               | N               | P               | Comp               | G                  | V                  | N                  | P                  | Comp        | G           | V           | N           | P           | G      | V      | N      | P      | %          | Piazzamento |
| ------------------------ | ------------------------ | ------------------------ | ---------- | ---------- | ---------- | ---------- | --------------- | --------------- | --------------- | --------------- | --------------- | ------------------ | ------------------ | ------------------ | ------------------ | ------------------ | ----------- | ----------- | ----------- | ----------- | ----------- | ------ | ------ | ------ | ------ | ---------- | ----------- |
| set. 1991-1992           | Ajax                     | ED                       | 28         | 20         | 4          | 4          | CO              | 3               | 2               | 0               | 1               | CU                 | 11                 | 7                  | 4                  | 0                  | -           | -           | -           | -           | -           | 42     | 29     | 8      | 5      | 69,05      | Sub. 2º     |
| 1992-1993                | Ajax                     | ED                       | 34         | 20         | 9          | 5          | CO              | 5               | 5               | 0               | 0               | CU                 | 8                  | 7                  | 0                  | 1                  | -           | -           | -           | -           | -           | 47     | 32     | 9      | 6      | 68,09      | 3º          |
| 1993-1994                | Ajax                     | ED                       | 34         | 22         | 10         | 2          | CO              | 4               | 3               | 0               | 1               | CdC                | 6                  | 3                  | 1                  | 2                  | SO          | 1           | 1           | 0           | 0           | 45     | 29     | 11     | 5      | 64,44      | 1º          |
| 1994-1995                | Ajax                     | ED                       | 34         | 27         | 7          | 0          | CO              | 3               | 2               | 0               | 1               | UCL                | 11                 | 7                  | 4                  | 0                  | SO          | 1           | 1           | 0           | 0           | 49     | 37     | 11     | 1      | 75,51      | 1º          |
| 1995-1996                | Ajax                     | ED                       | 34         | 26         | 5          | 3          | CO              | 2               | 1               | 0               | 1               | UCL                | 11                 | 8                  | 2                  | 1                  | SO+SU+CInt  | 1+2+1       | 1+1+0       | 0+1+1       | 0           | 51     | 37     | 9      | 5      | 72,55      | 1º          |
| 1996-1997                | Ajax                     | ED                       | 34         | 17         | 10         | 7          | CO              | 1               | 0               | 0               | 1               | UCL                | 10                 | 5                  | 1                  | 4                  | SO          | 1           | 0           | 0           | 1           | 46     | 22     | 11     | 13     | 47,83      | 4º          |
| Totale Ajax              | Totale Ajax              | Totale Ajax              | 198        | 132        | 45         | 21         |                 | 18              | 13              | 0               | 5               |                    | 56                 | 36                 | 12                 | 8                  |             | 7           | 4           | 2           | 1           | 279    | 185    | 59     | 35     | 66,31      |             |
| 1997-1998                | Barcellona               | PD                       | 38         | 23         | 5          | 10         | CR              | 7               | 5               | 2               | 0               | UCL                | 8                  | 3                  | 2                  | 3                  | SS+SU       | 2+2         | 1+1         | 0+1         | 1+0         | 57     | 33     | 10     | 14     | 57,89      | 1º          |
| 1998-1999                | Barcellona               | PD                       | 38         | 24         | 7          | 7          | CR              | 4               | 2               | 0               | 2               | UCL                | 6                  | 2                  | 2                  | 2                  | SS          | 2           | 0           | 0           | 2           | 50     | 28     | 9      | 13     | 56,00      | 1º          |
| 1999-2000                | Barcellona               | PD                       | 38         | 19         | 7          | 12         | CR              | 8               | 4               | 2               | 2               | UCL                | 16                 | 11                 | 3                  | 2                  | SS          | 2           | 0           | 1           | 1           | 64     | 34     | 13     | 17     | 53,13      | 2º          |
| 2002-gen. 2003           | Barcellona               | PD                       | 19         | 6          | 5          | 8          | CR              | 1               | 0               | 0               | 1               | UCL                | 10                 | 10                 | 0                  | 0                  | -           | -           | -           | -           |             | 30     | 16     | 5      | 9      | 53,33      | Eson.       |
| Totale Barcellona        | Totale Barcellona        | Totale Barcellona        | 133        | 72         | 24         | 37         |                 | 20              | 11              | 4               | 5               |                    | 40                 | 26                 | 7                  | 7                  |             | 8           | 2           | 2           | 4           | 201    | 111    | 37     | 53     | 55,22      |             |
| 2005-2006                | AZ Alkmaar               | ED                       | 36         | 24         | 5          | 7          | CO              | 3               | 2               | 0               | 1               | CU                 | 8                  | 5                  | 1                  | 2                  | -           | -           | -           | -           | -           | 47     | 31     | 6      | 10     | 65,96      | 2º          |
| 2006-2007                | AZ Alkmaar               | ED                       | 38         | 23         | 10         | 5          | CO              | 6               | 5               | 1               | 0               | CU                 | 12                 | 5                  | 5                  | 2                  | -           | -           | -           | -           | -           | 56     | 33     | 16     | 7      | 58,93      | 3º          |
| 2007-2008                | AZ Alkmaar               | ED                       | 34         | 11         | 10         | 13         | CO              | 1               | 0               | 0               | 1               | CU                 | 6                  | 2                  | 2                  | 2                  | -           | -           | -           | -           | -           | 41     | 13     | 12     | 16     | 31,71      | 11º         |
| 2008-2009                | AZ Alkmaar               | ED                       | 34         | 25         | 5          | 4          | CO              | 4               | 3               | 0               | 1               | -                  | -                  | -                  | -                  | -                  | -           | -           | -           | -           | -           | 38     | 28     | 5      | 5      | 73,68      | 1º          |
| Totale AZ Alkmaar        | Totale AZ Alkmaar        | Totale AZ Alkmaar        | 142        | 83         | 30         | 29         |                 | 14              | 10              | 1               | 3               |                    | 26                 | 12                 | 8                  | 6                  |             | -           | -           | -           | -           | 182    | 105    | 39     | 58     | 57,69      |             |
| 2009-2010                | Bayern Monaco            | BL                       | 34         | 20         | 10         | 4          | CG              | 6               | 6               | 0               | 0               | UCL                | 13                 | 7                  | 1                  | 5                  | -           | -           | -           | -           | -           | 53     | 33     | 11     | 9      | 62,26      | 1º          |
| 2010-apr. 2011           | Bayern Monaco            | BL                       | 29         | 15         | 7          | 7          | CG              | 5               | 4               | 0               | 1               | UCL                | 8                  | 6                  | 0                  | 2                  | SG          | 1           | 1           | 0           | 0           | 43     | 26     | 7      | 10     | 60,47      | Eson.       |
| Totale Bayern Monaco     | Totale Bayern Monaco     | Totale Bayern Monaco     | 63         | 35         | 17         | 11         |                 | 11              | 10              | 0               | 1               |                    | 21                 | 13                 | 1                  | 7                  |             | 1           | 1           | 0           | 0           | 96     | 59     | 18     | 19     | 61,46      |             |
| 2014-2015                | Manchester Utd           | PL                       | 38         | 20         | 10         | 8          | FACup+CdL       | 5+1             | 3+0             | 1+0             | 1+1             | -                  | -                  | -                  | -                  | -                  | -           | -           | -           | -           | -           | 44     | 23     | 11     | 10     | 52,27      | 4º          |
| 2015-2016                | Manchester Utd           | PL                       | 38         | 19         | 9          | 10         | FACup+CdL       | 7+2             | 6+1             | 1+1             | 0+0             | UCL+UEL            | 8+4                | 4+1                | 2+1                | 2+2                | -           | -           | -           | -           | -           | 59     | 31     | 14     | 14     | 52,54      | 5º          |
| Totale Manchester United | Totale Manchester United | Totale Manchester United | 76         | 39         | 19         | 18         |                 | 15              | 10              | 3               | 2               |                    | 12                 | 5                  | 3                  | 4                  |             | -           | -           | -           | -           | 103    | 54     | 25     | 24     | 52,43      |             |
| set. 2021                | Telstar                  | 1D                       | 1          | 1          | 0          | 0          | -               | -               | -               | -               | -               | -                  | -                  | -                  | -                  | -                  | -           | -           | -           | -           | -           | 1      | 1      | 0      | 0      | 100,00&    | [ 36 ]      |
| Totale carriera          | Totale carriera          | Totale carriera          | 600        | 354        | 134        | 112        |                 | 74              | 50              | 8               | 16              |                    | 155                | 92                 | 31                 | 32                 |             | 16          | 7           | 4           | 5           | 845    | 503    | 177    | 165    | 59,53      |             |

#### Nazionale olandese
| 2000                     | Paesi Bassi              | Qual. Mondiali 2002      | 3º nel gruppo 2                                           | 3  | 1  | 1  | 1 | 33,33   | 6   | 4  | +2   |
| 2001                     | Paesi Bassi              | Qual. Mondiali 2002      | 3º nel gruppo 2                                           | 7  | 5  | 1  | 1 | 71,43   | 24  | 5  | +19  |
| Dal 2000                 | Paesi Bassi              | Amichevoli               |                                                           | 4  | 2  | 2  | 0 | 50,00   | 5   | 2  | +3   |
| Totale Olanda 1º mandato | Totale Olanda 1º mandato | Totale Olanda 1º mandato | Totale Olanda 1º mandato                                  | 14 | 8  | 4  | 2 | 57,14   | 35  | 11 | +24  |
| 2012                     | Paesi Bassi              | Qual. Mondiale 2014      | 1º nel Gruppo D, qualificato                              | 4  | 4  | 0  | 0 | 100,00& | 13  | 2  | +11  |
| 2013                     | Paesi Bassi              | Qual. Mondiale 2014      | 1º nel Gruppo D, qualificato                              | 6  | 5  | 1  | 0 | 83,33   | 21  | 3  | +18  |
| Giu.-Lug. 2014           | Paesi Bassi              | Mondiale 2014            | 3º                                                        | 7  | 5  | 2  | 0 | 71,43   | 15  | 4  | +11  |
| Dal 2012 al 2014         | Paesi Bassi              | Amichevoli               |                                                           | 12 | 4  | 6  | 2 | 33,33   | 15  | 11 | +4   |
| Totale Olanda 2º mandato | Totale Olanda 2º mandato | Totale Olanda 2º mandato | Totale Olanda 2º mandato                                  | 29 | 18 | 9  | 2 | 62,07   | 64  | 20 | +44  |
| 2021                     | Paesi Bassi              | Qual. Mondiale 2022      | Subentrato, 1° nel Gruppo G, qualificato                  | 7  | 5  | 2  | 0 | 71,43   | 22  | 4  | +18  |
| 2022                     | Paesi Bassi              | UEFA Nations League      | 1° nel gruppo 4 della Lega A, qualificato alla Final-four | 6  | 5  | 1  | 0 | 83,33   | 14  | 6  | +8   |
| nov.-dic. 2022           | Paesi Bassi              | Mondiale 2022            | Quarti di finale                                          | 5  | 3  | 2  | 0 | 60,00   | 10  | 4  | +6   |
| Dal 2021                 | Paesi Bassi              | Amichevoli               |                                                           | 2  | 1  | 1  | 0 | 50,00   | 5   | 3  | +2   |
| Totale Olanda 3º mandato | Totale Olanda 3º mandato | Totale Olanda 3º mandato | Totale Olanda 3º mandato                                  | 20 | 14 | 6  | 0 | 70,00   | 51  | 17 | +34  |
| Totale Olanda            | Totale Olanda            | Totale Olanda            | Totale Olanda                                             | 63 | 40 | 19 | 4 | 63,49   | 150 | 48 | +102 |

#### Panchine da commissario tecnico della nazionale olandese
| Cronologia completa delle presenze e delle reti in nazionale ― Paesi Bassi | Cronologia completa delle presenze e delle reti in nazionale ― Paesi Bassi | Cronologia completa delle presenze e delle reti in nazionale ― Paesi Bassi | Cronologia completa delle presenze e delle reti in nazionale ― Paesi Bassi | Cronologia completa delle presenze e delle reti in nazionale ― Paesi Bassi | Cronologia completa delle presenze e delle reti in nazionale ― Paesi Bassi | Cronologia completa delle presenze e delle reti in nazionale ― Paesi Bassi                  | Cronologia completa delle presenze e delle reti in nazionale ― Paesi Bassi |
| Data                                                                       | Città                                                                      | In casa                                                                    | Risultato                                                                  | Ospiti                                                                     | Competizione                                                               | Reti                                                                                        | Note                                                                       |
| -------------------------------------------------------------------------- | -------------------------------------------------------------------------- | -------------------------------------------------------------------------- | -------------------------------------------------------------------------- | -------------------------------------------------------------------------- | -------------------------------------------------------------------------- | ------------------------------------------------------------------------------------------- | -------------------------------------------------------------------------- |
| 2-9-2000                                                                   | Amsterdam                                                                  | Paesi Bassi                                                                | 2 – 2                                                                      | Irlanda                                                                    | Qual. Mondiali 2002                                                        | Jeffrey Talan Giovanni van Bronckhorst                                                      | Cap: F. de Boer                                                            |
| 7-10-2000                                                                  | Nicosia                                                                    | Cipro                                                                      | 0 – 4                                                                      | Paesi Bassi                                                                | Qual. Mondiali 2002                                                        | 2 Clarence Seedorf Marc Overmars Patrick Kluivert                                           | Cap: F. de Boer                                                            |
| 11-10-2000                                                                 | Rotterdam                                                                  | Paesi Bassi                                                                | 0 – 2                                                                      | Portogallo                                                                 | Qual. Mondiali 2002                                                        | -                                                                                           | Cap: F. de Boer                                                            |
| 15-11-2000                                                                 | Siviglia                                                                   | Spagna                                                                     | 1 – 2                                                                      | Paesi Bassi                                                                | Amichevole                                                                 | Jimmy Floyd Hasselbaink Frank de Boer                                                       | Cap: F. de Boer                                                            |
| 28-2-2001                                                                  | Amsterdam                                                                  | Paesi Bassi                                                                | 0 – 0                                                                      | Turchia                                                                    | Amichevole                                                                 | -                                                                                           | Cap: F. de Boer                                                            |
| 24-3-2001                                                                  | Sant Joan Despí                                                            | Andorra                                                                    | 0 – 5                                                                      | Paesi Bassi                                                                | Qual. Mondiali 2002                                                        | 2 Pierre van Hooijdonk Patrick Kluivert Jimmy Floyd Hasselbaink Mark Van Bommel             | Cap: F. de Boer                                                            |
| 28-3-2001                                                                  | Porto                                                                      | Portogallo                                                                 | 2 – 2                                                                      | Paesi Bassi                                                                | Qual. Mondiali 2002                                                        | Jimmy Floyd Hasselbaink (rig.) Patrick Kluivert                                             | Cap: F. de Boer                                                            |
| 25-4-2001                                                                  | Eindhoven                                                                  | Paesi Bassi                                                                | 4 – 0                                                                      | Cipro                                                                      | Qual. Mondiali 2002                                                        | Jimmy Floyd Hasselbaink Marc Overmars Patrick Kluivert Ruud van Nistelrooy                  | Cap: F. de Boer                                                            |
| 2-6-2001                                                                   | Tallinn                                                                    | Estonia                                                                    | 2 – 4                                                                      | Paesi Bassi                                                                | Qual. Mondiali 2002                                                        | 2 Ruud van Nistelrooy Patrick Kluivert Frank de Boer                                        | Cap: F. de Boer                                                            |
| 15-8-2001                                                                  | Londra                                                                     | Inghilterra                                                                | 0 – 2                                                                      | Paesi Bassi                                                                | Amichevole                                                                 | Mark Van Bommel Ruud van Nistelrooy                                                         | Cap: P.Cocu                                                                |
| 1-9-2001                                                                   | Dublino                                                                    | Irlanda                                                                    | 1 – 0                                                                      | Paesi Bassi                                                                | Qual. Mondiali 2002                                                        | -                                                                                           | Cap: P.Cocu                                                                |
| 5-9-2001                                                                   | Eindhoven                                                                  | Paesi Bassi                                                                | 5 – 0                                                                      | Estonia                                                                    | Qual. Mondiali 2002                                                        | 2 Mark Van Bommel Boudewijn Zenden Phillip Cocu Ruud van Nistelrooy                         | Cap: P.Cocu                                                                |
| 6-10-2001                                                                  | Arnhem                                                                     | Paesi Bassi                                                                | 4 – 0                                                                      | Andorra                                                                    | Qual. Mondiali 2002                                                        | 2 Ruud van Nistelrooy Pierre van Hooijdonk (rig.) Clarence Seedorf                          |                                                                            |
| 10-11-2001                                                                 | Copenaghen                                                                 | Danimarca                                                                  | 1 – 1                                                                      | Paesi Bassi                                                                | Amichevole                                                                 | Jimmy Floyd Hasselbaink (rig.)                                                              | Cap: F. de Boer                                                            |
| 15-8-2012                                                                  | Bruxelles                                                                  | Belgio                                                                     | 4 – 2                                                                      | Paesi Bassi                                                                | Amichevole                                                                 | Luciano Narsingh Klaas-Jan Huntelaar                                                        | Cap: W.Sneijder                                                            |
| 7-9-2012                                                                   | Amsterdam                                                                  | Paesi Bassi                                                                | 2 – 0                                                                      | Turchia                                                                    | Qual. Mondiali 2014                                                        | Luciano Narsingh Robin van Persie                                                           | Cap: W.Sneijder                                                            |
| 11-9-2012                                                                  | Budapest                                                                   | Ungheria                                                                   | 1 – 4                                                                      | Paesi Bassi                                                                | Qual. Mondiali 2014                                                        | 2 Jeremain Lens Bruno Martins Indi Klaas-Jan Huntelaar                                      | Cap: W.Sneijder                                                            |
| 12-10-2012                                                                 | Rotterdam                                                                  | Paesi Bassi                                                                | 3 – 0                                                                      | Andorra                                                                    | Qual. Mondiali 2014                                                        | Rafael van der Vaart Klaas-Jan Huntelaar Ruben Schaken                                      | Cap: K.Strootman                                                           |
| 16-10-2012                                                                 | Bucarest                                                                   | Romania                                                                    | 1 – 4                                                                      | Paesi Bassi                                                                | Qual. Mondiali 2014                                                        | Jeremain Lens Rafael van der Vaart (rig.) Bruno Martins Indi Robin van Persie               | Cap: K.Strootman                                                           |
| 14-11-2012                                                                 | Amsterdam                                                                  | Paesi Bassi                                                                | 0 – 0                                                                      | Germania                                                                   | Amichevole                                                                 | -                                                                                           | Cap: D.Kuyt                                                                |
| 6-2-2013                                                                   | Amsterdam                                                                  | Paesi Bassi                                                                | 1 – 1                                                                      | Italia                                                                     | Amichevole                                                                 | Jeremain Lens                                                                               | Cap: R.Van Persie                                                          |
| 22-3-2013                                                                  | Amsterdam                                                                  | Paesi Bassi                                                                | 3 – 0                                                                      | Estonia                                                                    | Qual. Mondiali 2014                                                        | Rafael van der Vaart Robin van Persie Ruben Schaken                                         | Cap: W.Sneijder                                                            |
| 26-3-2013                                                                  | Amsterdam                                                                  | Paesi Bassi                                                                | 4 – 0                                                                      | Romania                                                                    | Qual. Mondiali 2014                                                        | 2 Robin van Persie 1 (rig.) Rafael van der Vaart Jeremain Lens                              |                                                                            |
| 7-6-2013                                                                   | Giacarta                                                                   | Indonesia                                                                  | 0 – 3                                                                      | Paesi Bassi                                                                | Amichevole                                                                 | 2 Siem de Jong Arjen Robben                                                                 | Cap: R. van Persie                                                         |
| 11-6-2013                                                                  | Pechino                                                                    | Cina                                                                       | 0 – 2                                                                      | Paesi Bassi                                                                | Amichevole                                                                 | Robin van Persie (rig.) Wesley Sneijder                                                     | Cap: R. van Persie                                                         |
| 14-8-2013                                                                  | Faro                                                                       | Portogallo                                                                 | 1 – 1                                                                      | Paesi Bassi                                                                | Amichevole                                                                 | Kevin Strootman                                                                             | Cap: R. van Persie                                                         |
| 6-9-2013                                                                   | Tallinn                                                                    | Estonia                                                                    | 2 – 2                                                                      | Paesi Bassi                                                                | Qual. Mondiali 2014                                                        | Arjen Robben Robin van Persie (rig.)                                                        |                                                                            |
| 10-9-2013                                                                  | Andorra la Vella                                                           | Andorra                                                                    | 0 – 2                                                                      | Paesi Bassi                                                                | Qual. Mondiali 2014                                                        | 2 Robin van Persie                                                                          | Cap: R. van Persie                                                         |
| 11-10-2013                                                                 | Amsterdam                                                                  | Paesi Bassi                                                                | 8 – 1                                                                      | Ungheria                                                                   | Qual. Mondiali 2014                                                        | 3 Robin van Persie Kevin Strootman Jeremain Lens autorete Rafael van der Vaart Arjen Robben | Cap: R. van Persie                                                         |
| 15-10-2013                                                                 | Istanbul                                                                   | Turchia                                                                    | 0 – 2                                                                      | Paesi Bassi                                                                | Qual. Mondiali 2014                                                        | Arjen Robben Wesley Sneijder                                                                |                                                                            |
| 16-11-2013                                                                 | Genk                                                                       | Giappone                                                                   | 2 – 2                                                                      | Paesi Bassi                                                                | Amichevole                                                                 | Rafael van der Vaart Arjen Robben                                                           | Cap: A.Robben                                                              |
| 19-11-2013                                                                 | Amsterdam                                                                  | Paesi Bassi                                                                | 0 – 0                                                                      | Colombia                                                                   | Amichevole                                                                 | -                                                                                           | Cap: K.Strootman                                                           |
| 5-3-2014                                                                   | Saint-Denis                                                                | Francia                                                                    | 2 – 0                                                                      | Paesi Bassi                                                                | Amichevole                                                                 | -                                                                                           | Cap: R. van Persie                                                         |
| 17-5-2014                                                                  | Amsterdam                                                                  | Paesi Bassi                                                                | 1 – 1                                                                      | Ecuador                                                                    | Amichevole                                                                 | Robin van Persie                                                                            | Cap: R.Van Persie                                                          |
| 31-5-2014                                                                  | Rotterdam                                                                  | Paesi Bassi                                                                | 1 – 0                                                                      | Ghana                                                                      | Amichevole                                                                 | Robin van Persie                                                                            | Cap: R.Van Persie                                                          |
| 4-6-2014                                                                   | Amsterdam                                                                  | Paesi Bassi                                                                | 2 – 0                                                                      | Galles                                                                     | Amichevole                                                                 | Arjen Robben Jeremain Lens                                                                  | Cap: R.Van Persie                                                          |
| 13-6-2014                                                                  | Salvador                                                                   | Spagna                                                                     | 1 – 5                                                                      | Paesi Bassi                                                                | Mondiali 2014 - 1º turno                                                   | 2 Robin van Persie 2 Arjen Robben Stefan de Vrij                                            | Cap: R.van Persie                                                          |
| 18-6-2014                                                                  | Porto Alegre                                                               | Australia                                                                  | 2 – 3                                                                      | Paesi Bassi                                                                | Mondiali 2014 - 1º turno                                                   | Arjen Robben Robin van Persie Memphis Depay                                                 | Cap: R.Van Persie                                                          |
| 23-6-2014                                                                  | San Paolo                                                                  | Paesi Bassi                                                                | 2 – 0                                                                      | Cile                                                                       | Mondiali 2014 - 1º turno                                                   | Leroy Fer Memphis Depay                                                                     | Cap: A.Robben                                                              |
| 29-6-2014                                                                  | Fortaleza                                                                  | Paesi Bassi                                                                | 2 – 1                                                                      | Messico                                                                    | Mondiali 2014 - Ottavi di finale                                           | Wesley Sneijder Klaas-Jan Huntelaar (rig.)                                                  | Cap: R.Van Persie                                                          |
| 5-7-2014                                                                   | Salvador                                                                   | Paesi Bassi                                                                | 0 – 0 dts (4 - 3 dtr)                                                      | Costa Rica                                                                 | Mondiali 2014 - Quarti di finale                                           | -                                                                                           | Cap: R.van Persie                                                          |
| 9-7-2014                                                                   | San Paolo                                                                  | Paesi Bassi                                                                | 0 – 0 dts (2 - 4 dtr)                                                      | Argentina                                                                  | Mondiali 2014 - Semifinale                                                 | -                                                                                           | Cap: R.van Persie                                                          |
| 12-7-2014                                                                  | Brasilia                                                                   | Brasile                                                                    | 0 – 3                                                                      | Paesi Bassi                                                                | Mondiali 2014 - Finale 3º posto                                            | Robin van Persie (rig.) Daley Blind Georginio Wijnaldum                                     | Cap: R.Van Persie                                                          |
| 1-9-2021                                                                   | Oslo                                                                       | Norvegia                                                                   | 1 – 1                                                                      | Paesi Bassi                                                                | Qual. Mondiali 2022                                                        | Davy Klaassen                                                                               | Cap: V.van Dijk                                                            |
| 4-9-2021                                                                   | Eindhoven                                                                  | Paesi Bassi                                                                | 4 – 0                                                                      | Montenegro                                                                 | Qual. Mondiali 2022                                                        | 2 Memphis Depay 1 (rig.) Georginio Wijnaldum Cody Gakpo                                     | Cap: G.Wijnaldum                                                           |
| 7-9-2021                                                                   | Amsterdam                                                                  | Paesi Bassi                                                                | 6 – 1                                                                      | Turchia                                                                    | Qual. Mondiali 2022                                                        | Davy Klaassen 3 Memphis Depay 1 (rig.) Guus Til Donyell Malen                               | Cap: V.van Dijk                                                            |
| 8-10-2021                                                                  | Riga                                                                       | Lettonia                                                                   | 0 – 1                                                                      | Paesi Bassi                                                                | Qual. Mondiali 2022                                                        | Davy Klaassen                                                                               | Cap: V.van Dijk                                                            |
| 11-10-2021                                                                 | Rotterdam                                                                  | Paesi Bassi                                                                | 6 – 0                                                                      | Gibilterra                                                                 | Qual. Mondiali 2022                                                        | Virgil van Dijk 2 Memphis Depay Denzel Dumfries Arnaut Groeneveld Donyell Malen             | Cap: V.van Dijk                                                            |
| 13-11-2021                                                                 | Podgorica                                                                  | Montenegro                                                                 | 2 – 2                                                                      | Paesi Bassi                                                                | Qual. Mondiali 2022                                                        | 2 Memphis Depay 1 (rig.)                                                                    | Cap: V.van Dijk                                                            |
| 16-11-2021                                                                 | Rotterdam                                                                  | Paesi Bassi                                                                | 2 – 0                                                                      | Norvegia                                                                   | Qual. Mondiali 2022                                                        | Steven Bergwijn Memphis Depay                                                               | Cap: V.van Dijk                                                            |
| 26-3-2022                                                                  | Amsterdam                                                                  | Paesi Bassi                                                                | 4 – 2                                                                      | Danimarca                                                                  | Amichevole                                                                 | 2 Steven Bergwijn Nathan Aké Memphis Depay (rig.)                                           | Cap: V.van Dijk                                                            |
| 29-3-2022                                                                  | Amsterdam                                                                  | Paesi Bassi                                                                | 1 – 1                                                                      | Germania                                                                   | Amichevole                                                                 | Steven Bergwijn                                                                             | Cap: V.van Dijk                                                            |
| 3-6-2022                                                                   | Bruxelles                                                                  | Belgio                                                                     | 1 – 4                                                                      | Paesi Bassi                                                                | UEFA Nations League 2022-2023 - 1º turno                                   | Steven Bergwijn 2 Memphis Depay Denzel Dumfries                                             | Cap: V.van Dijk                                                            |
| 8-6-2022                                                                   | Cardiff                                                                    | Galles                                                                     | 1 – 2                                                                      | Paesi Bassi                                                                | UEFA Nations League 2022-2023 - 1º turno                                   | Teun Koopmeiners Wout Weghorst                                                              | Cap: S.de Vrij                                                             |
| 11-6-2022                                                                  | Rotterdam                                                                  | Paesi Bassi                                                                | 2 – 2                                                                      | Polonia                                                                    | UEFA Nations League 2022-2023 - 1º turno                                   | Davy Klaassen Denzel Dumfries                                                               | Cap: S.de Vrij                                                             |
| 14-6-2022                                                                  | Rotterdam                                                                  | Paesi Bassi                                                                | 3 – 2                                                                      | Galles                                                                     | UEFA Nations League 2022-2023 - 1º turno                                   | Noa Lang Cody Gakpo Memphis Depay                                                           | Cap: M.de Ligt                                                             |
| 22-9-2022                                                                  | Varsavia                                                                   | Polonia                                                                    | 0 – 2                                                                      | Paesi Bassi                                                                | UEFA Nations League 2022-2023 - 1º turno                                   | Cody Gakpo Steven Bergwijn                                                                  | Cap: V.van Dijk                                                            |
| 25-9-2022                                                                  | Amsterdam                                                                  | Paesi Bassi                                                                | 1 – 0                                                                      | Belgio                                                                     | UEFA Nations League 2022-2023 - 1º turno                                   | Virgil van Dijk                                                                             | Cap: V.van Dijk                                                            |
| 21-11-2022                                                                 | Doha                                                                       | Senegal                                                                    | 0 – 2                                                                      | Paesi Bassi                                                                | Mondiali 2022 - 1º turno                                                   | Cody Gakpo Davy Klaassen                                                                    | Cap: V.van Dijk                                                            |
| 25-11-2022                                                                 | Doha                                                                       | Paesi Bassi                                                                | 1 – 1                                                                      | Ecuador                                                                    | Mondiali 2022 - 1º turno                                                   | Cody Gakpo                                                                                  | Cap: V.van Dijk                                                            |
| 29-11-2022                                                                 | Al Khor                                                                    | Paesi Bassi                                                                | 2 – 0                                                                      | Qatar                                                                      | Mondiali 2022 - 1º turno                                                   | Cody Gakpo Frenkie de Jong                                                                  | Cap: V.van Dijk                                                            |
| 3-12-2022                                                                  | Doha                                                                       | Paesi Bassi                                                                | 3 – 1                                                                      | Stati Uniti                                                                | Mondiali 2022 - Ottavi di finale                                           | Memphis Depay Daley Blind Denzel Dumfries                                                   | Cap: V.van Dijk                                                            |
| 9-12-2022                                                                  | Lusail                                                                     | Paesi Bassi                                                                | 2 – 2 dts (3 - 4 dtr)                                                      | Argentina                                                                  | Mondiali 2022 - Quarti di finale                                           | 2 Wout Weghorst                                                                             | Cap: V.van Dijk                                                            |
| Totale                                                                     |                                                                            | Presenze                                                                   | 63                                                                         |                                                                            | Reti                                                                       | 150                                                                                         |                                                                            |

## Palmarès

### Allenatore

#### Club

##### Competizioni nazionali
- Campionato olandese: 4

Ajax: 1993-1994, 1994-1995, 1995-1996
AZ Alkmaar: 2008-2009
- Coppa dei Paesi Bassi: 1

Ajax: 1992-1993
- Supercoppa dei Paesi Bassi: 3  (record condiviso con Dick Advocaat)

Ajax: 1993, 1994, 1995
- Campionato spagnolo: 2

Barcellona: 1997-1998, 1998-1999
- Coppa di Spagna: 1

Barcellona: 1997-1998
- Campionato tedesco: 1

Bayern Monaco: 2009-2010
- Coppa di Germania: 1

Bayern Monaco: 2009-2010
- Supercoppa di Germania: 1

Bayern Monaco: 2010
- Coppa d'Inghilterra: 1

Manchester United: 2015-2016

##### Competizioni internazionali
- Coppa UEFA: 1

Ajax: 1991-1992
- UEFA Champions League: 1

Ajax: 1994-1995
- Supercoppa UEFA: 2

Ajax: 1995
Barcellona: 1997
- Coppa Intercontinentale: 1

Ajax: 1995

#### Individuale
- Allenatore dell'anno World Soccer: 1

1995
- Onze d'or miglior allenatore dell'anno: 1

1995
- Rinus Michels Award: 2

2006-2007, 2008-2009
- Allenatore tedesco dell'anno: 1

2010